# الصاعدي (أسلم)

تعديل مصدري - تعديل

الصاعدي هي إحدى قرى عزلة أسلم الوسط بمديرية أسلم التابعة لمحافظة حجة، بلغ تعداد سكانها 135 نسمة حسب تعداد اليمن لعام 2004.